# Amédée Lynen

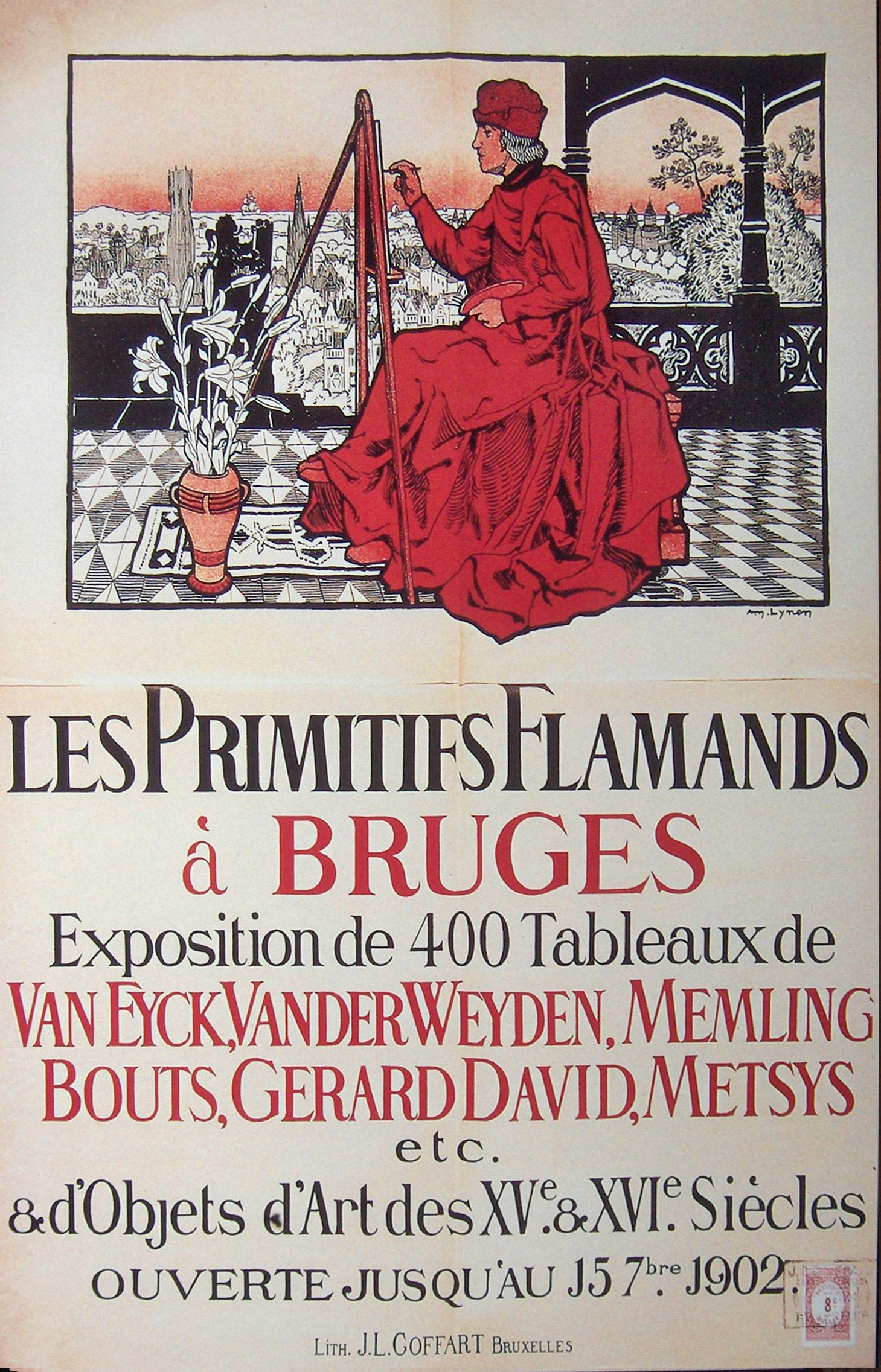
Officiële poster voor de Exposition des primitifs flamands à Bruges uit 1902.

Amédée Ernest Lynen (Sint-Joost-ten-Node, 30 juni 1852 – Brussel, december 1938), die vaak zijn werk signeerde met Am. Lynen, was een Belgisch kunstschilder, illustrator en schrijver. Hij was aangetrokken tot het volkse en pittoreske.

## Biografie
Hij schreef zich in aan de Kunstacademie Brussel, waar hij een leerling was van Paul Lauters en Joseph Stallaert. In 1880 was hij medestichter van de artistieke groepering L'Essor, die zich had afgesplitst van de academie. Ook werd hij in 1892 medestichter van L'Essors opvolger Pour l'Art. In 1895 richtte Lynen de Compagnie du Diable-au-corps op, een artistieke vereniging die theater- en poëziemomenten organiseerde en die bestond tot minstens 1899. Deze groep publiceerde een satirische krant getiteld Le Diable au Corps. Hij was ook lid van de Société Royale Belge des Aquarellistes en de Cercle des Aquarellistes et des Aquafortistes Belges.
In 1903 werden twee van Lynens papieren werken overgebracht naar de Koninklijke Musea voor Schone Kunsten van België. In 1930 werd een tentoonstelling georganiseerd door de Cercle Artistique et Littéraire in de Brusselse Vauxhall die terugblikte op zijn oeuvre.
Er is een straat naar hem vernoemd in Sint-Joost-ten-Node.

## Oeuvre

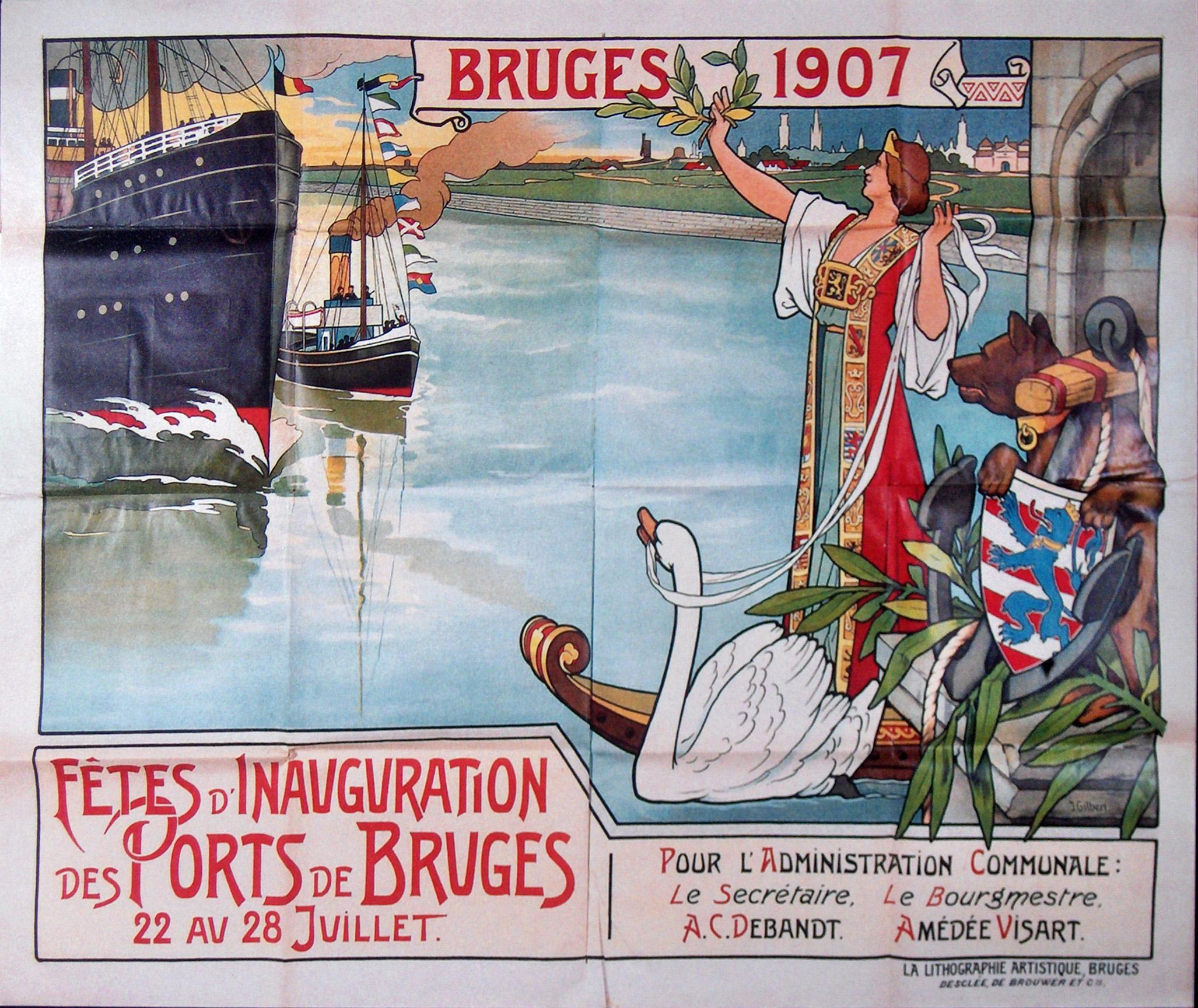
Poster voor de inauguratie van de Zeehaven van Brugge in 1907.

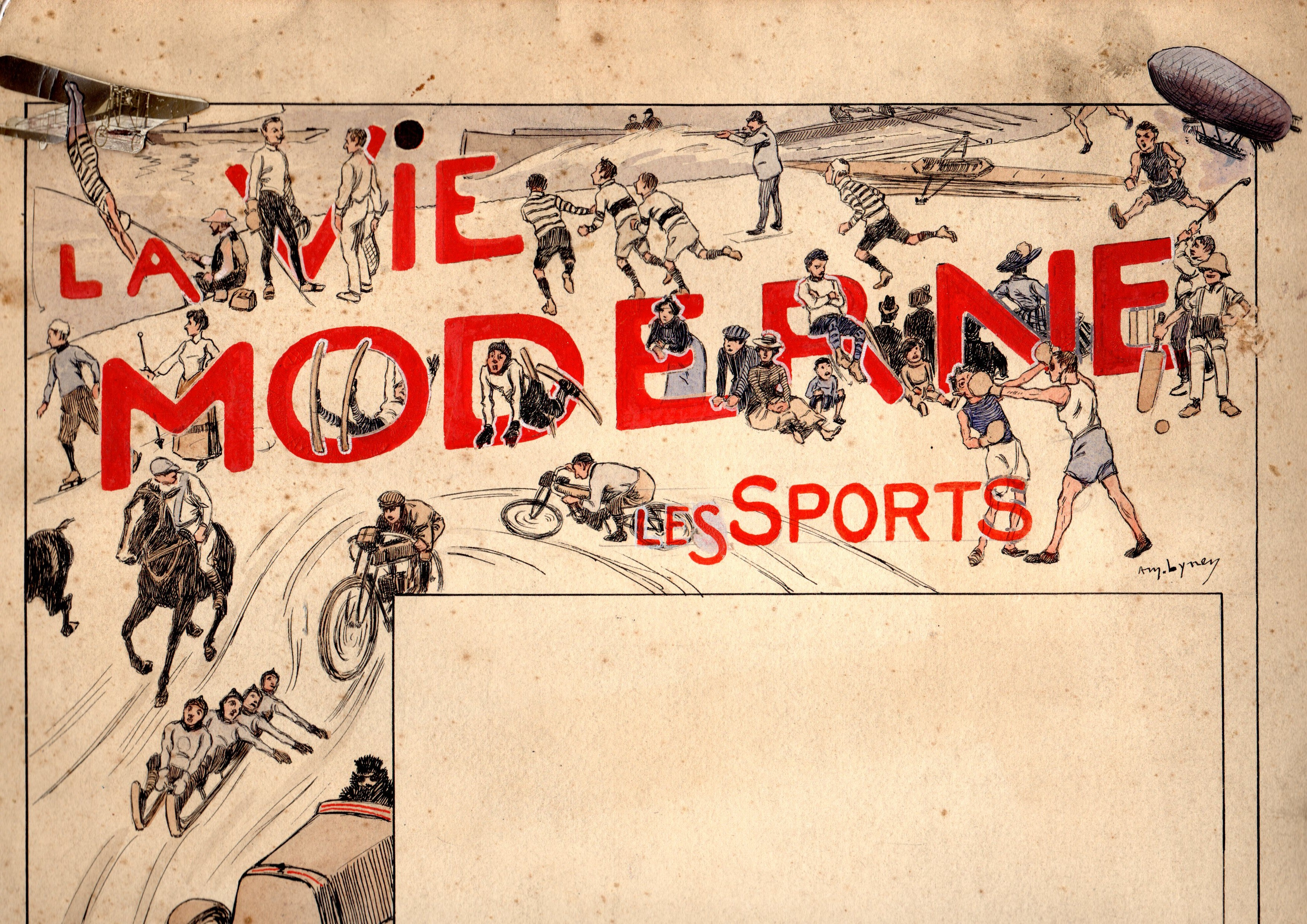
Design door Lynen voor de hoofding van het magazine La vie moderne Les sports.

### Publicaties
Als auteur én illustrator publiceerde Lynen:
- Sébastien Vranckx, peintre de moeurs escarmouches et combats (1901, uitgegeven door Lamertin).
- Le jaquemart de la tour du pré-rouge (1902, uitgegeven door Lamertin)
- L'Oeuvre de Maîtrise (1918, Goossens), met een voorwoord door Georges Eekhoud.

### Boekillustraties
Onder de vele werken die een of meerdere illustraties van Lynen bevatten, kunnen vernoemd worden:
- Le Théâtrè a la Maison van Émile Leclercq.
- La femme de Roland van Pierre Elzéar (1882, uitgegeven door Kistemaeckers).
- Eerste druk van À vau-l'eau van Joris-Karl Huysmans (1882, uitgegeven door Kistemaeckers).
- Contes érotico-philosophiques van Antoine Aimé Beaufort d'Auberval (1882, uitgegeven door Kistemaeckers).
- Au pays de Manneken-Pis van Théodore Hannon  (1883, uitgegeven door Kistemaeckers).
- Les flamandes van Emile Verhaeren (1883, uitgegeven door Lucien).
- Le cheveu, conte moral van Simon Coiffier de Moret  (1883, uitgegeven door Kistemaeckers).
- Noëls fin-de-siècle van Théodore Hannon (1892).
- Guide de la section de l'état indépendant du Congo à l'exposition de Bruxelles-Tervueren en 1897.
- Les vertus bourgeoises van Henri Carton de Wiart (1912, Van Oest).
- Meer dan 250 illustraties voor De Legende van Uilenspiegel van Charles De Coster (1914, uitgegeven door Lamertin).
- L'Enseignement professionnel en Belgique (1921).

### Affiches
Lynen ontwierp affiches voor tentoonstellingen, optredens en festiviteiten, zoals:
- Exposition des primitifs flamands à Bruges in 1902.

### Prentkaarten
Lynen is de auteur van een reeks genummerde postkaarten, De-ci de-là à Bruxelles et en Brabant (ca. 1905). De 201 chromolithografieën, getekend in een klare lijn die op Hergé vooruit lijkt te lopen, schetsen op een vaak humoristische manier het dagelijks leven in Brussel en omstreken. De reeks werd ook in albumvorm uitgegeven, met een begeleidende tekst van George Renoy.

### Schilderijen
De KMSKB bezitten een zestal schilderijen van Lynen. Werk van hem is ook te zien in de musea van Antwerpen en Luik. In het gemeentehuis van Sint-Jans-Molenbeek beschilderde hij het plafond van het burgemeesterskabinet.
- Gemeinsame Normdatei: 123043867
- International Standard Name Identifier: 0000 0000 5311 490X
- Library of Congress Control Number: nr2003019493
- Nationale Bibliotheek van Israël: 987008712987705171
- Nederlandse Thesaurus van Auteursnamen: 105414832
- RKD-Nederlands Instituut voor Kunstgeschiedenis: 89028
- Système universitaire de documentation: 157240401
- Union List of Artist Names: 500154957
- Virtual International Authority File: 40275965
- WorldCat: E39PBJhH3YvGVvry9YqTVjqmh3